# جون ك. رايس
جون ك. رايس (بالإنجليزية: John C. Rice)‏ هو ممثل أمريكي، ولد في 7 أبريل 1858 في الولايات المتحدة، وتوفي في 5 يونيو 1915 بفيلادلفيا في الولايات المتحدة.

## وصلات خارجية
- جون ك. رايس على موقع IMDb (الإنجليزية)
- جون ك. رايس على موقع قاعدة بيانات برودواي على الإنترنت (الإنجليزية)
- جون ك. رايس على موقع قاعدة بيانات الفيلم (الإنجليزية)